# Big Apple
Pour la série télévisée, voir Big Apple.

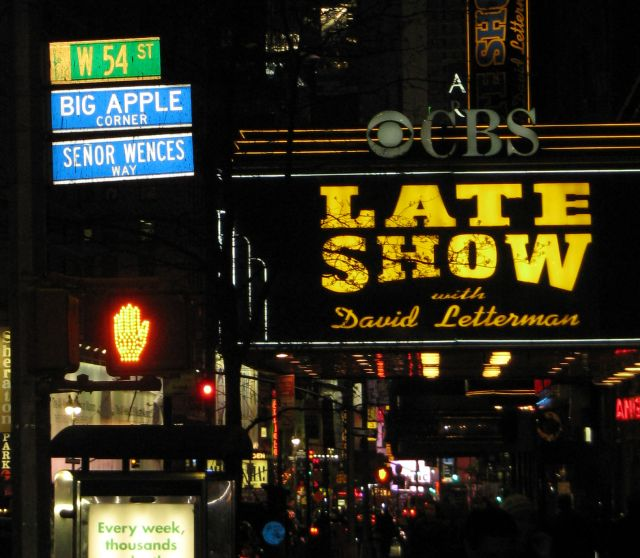
The Big Apple Corner, au coin de Broadway et de la à Manhattan.

The Big Apple, en français La grosse pomme, est l'un des surnoms pour la ville de New York utilisé par les New-Yorkais. La popularité de ce surnom date d'une campagne publicitaire du New York Convention and Visitor's Bureau (office de tourisme) des années 1970. La pomme est aussi le symbole de New York.

## Histoire
L'origine de ce surnom ne fait pas l'unanimité. Une théorie avancée par la New York Historical Society (société historique de New York) et d'autres serait que cette dénomination a été popularisée par le chroniqueur John J. Fitz Gerald.
John J. Fitz Gerald est reconnu comme étant le premier à utiliser cette expression dans un article hippique en 1921 dans le journal New York Morning Telegraph, puis il en expliqua l'origine dans un article paru le 18 février 1924. L'expression venait des garçons d'écurie afro-américains travaillant aux champs de courses de La Nouvelle-Orléans :

« La Grosse Pomme. Le rêve de tout garçon qui a déjà enjambé un pur-sang et le but de tous les jockeys. Il n'y a qu'une Grosse Pomme. C'est New York.
Deux garçons d'écurie noirs amenant deux pur-sangs vers l'« aire de refroidissement » attenante aux écuries de la Fair Grounds à La Nouvelle-Orléans, engagèrent la conversation :
— Où est-ce que vous allez ensuite ? demanda l'un

— Ensuite on va à la Grosse Pomme, répondit fièrement l'autre

— Eh bien, vaudrait mieux les engraisser ou tout ce que vous obtiendrez de la pomme ça sera le trognon, répliqua-t-il. »

En 1997, dans le cadre de la désignation officielle de l'ancien lieu de résidence de Fitz Gerald, situé à l'angle de la 54e rue West et de Broadway, en « Big Apple Corner », le maire Rudy Giuliani résuma le reste de l'histoire :

« Une dizaine d'années plus tard, les musiciens de jazz commencèrent à appeler New York la « Grosse Pomme », désignant la ville (en particulier Harlem) comme la capitale mondiale du jazz. Le surnom devint vite synonyme de New York et de sa diversité culturelle. Au début des années 1970, l'expression joua un rôle important  dans la relance de l'économie touristique grâce à une campagne menée par le New York Convention and Visitors Bureau. Aujourd'hui, le surnom de Big Apple, qui a remplacé celui de Fun City, désigne la ville internationalement et représente les attraits culturels et touristiques de la ville de New York. »

Selon la chaine de télévision publique PBS, c'est Walter Winchell qui employa le terme de « Grande Pomme » pour évoquer la scène culturelle de New York, particulièrement Harlem et Broadway, contribuant ainsi à répandre l'utilisation du surnom.
On trouve un premier usage de l'expression dans un livre d'histoires courtes sur New York datant de 1909 intitulé The Wayfarer in New York. Edward S. Martin, l'auteur de l'introduction, compare les États-Unis à un arbre fruitier et dit à propos de New York que « la Grosse pomme obtient une part disproportionnée de la sève nationale ». Les étymologistes n'ont pas été capables de déterminer si cette utilisation a eu une influence sur la popularité du surnom.
Le musicien Harry Gibson rapporte dans son autobiographie que cette expression concernait de manière spécifique, dans les années 1940, Swing Street, le surnom que l'on donnait alors à la 52e rue West. Si cela est vrai, Giuliani se serait trompé de deux pâtés de maisons lors de la cérémonie d'inauguration.
Une explication apocryphe dit que le terme vient de l'argot jazz : chez les musiciens de jazz, dont beaucoup,  dans les années 1920 et 1930, vivaient souvent au jour le jour, les engagements occasionnels étaient parfois appelés des « pommes ». Jouer à New York était considéré comme un « grand moment ».

## Autres villes
La ville de Manhattan, dans le Kansas, se fait appeler la « petite pomme » dans ses brochures publicitaires, et Minneapolis dans le Minnesota la « mini-pomme ». Quant à Toronto, elle est souvent appelée, principalement à cause de sa taille, la « Grosse pomme du Canada ».